# Монторо, Альваро
А́льваро Монто́ро (исп. Álvaro Montoro; родился 17 апреля 2007) — аргентинский футболист, полузащитник бразильского клуба «Ботафого».

## Клубная карьера
Футбольную карьеру начал в юношеских командах клубов «Консепсьон» и «Депортиво Линьерс». С 2017 года выступал в футбольной академии клуба «Велес Сарсфилд».
2 июня 2024 года дебютировал в аргентинской Примере в матче против клуба «Атлетико Тукуман».
В 2025 году перешёл в бразильский клуб «Ботафого».